# Matthieu Sprick

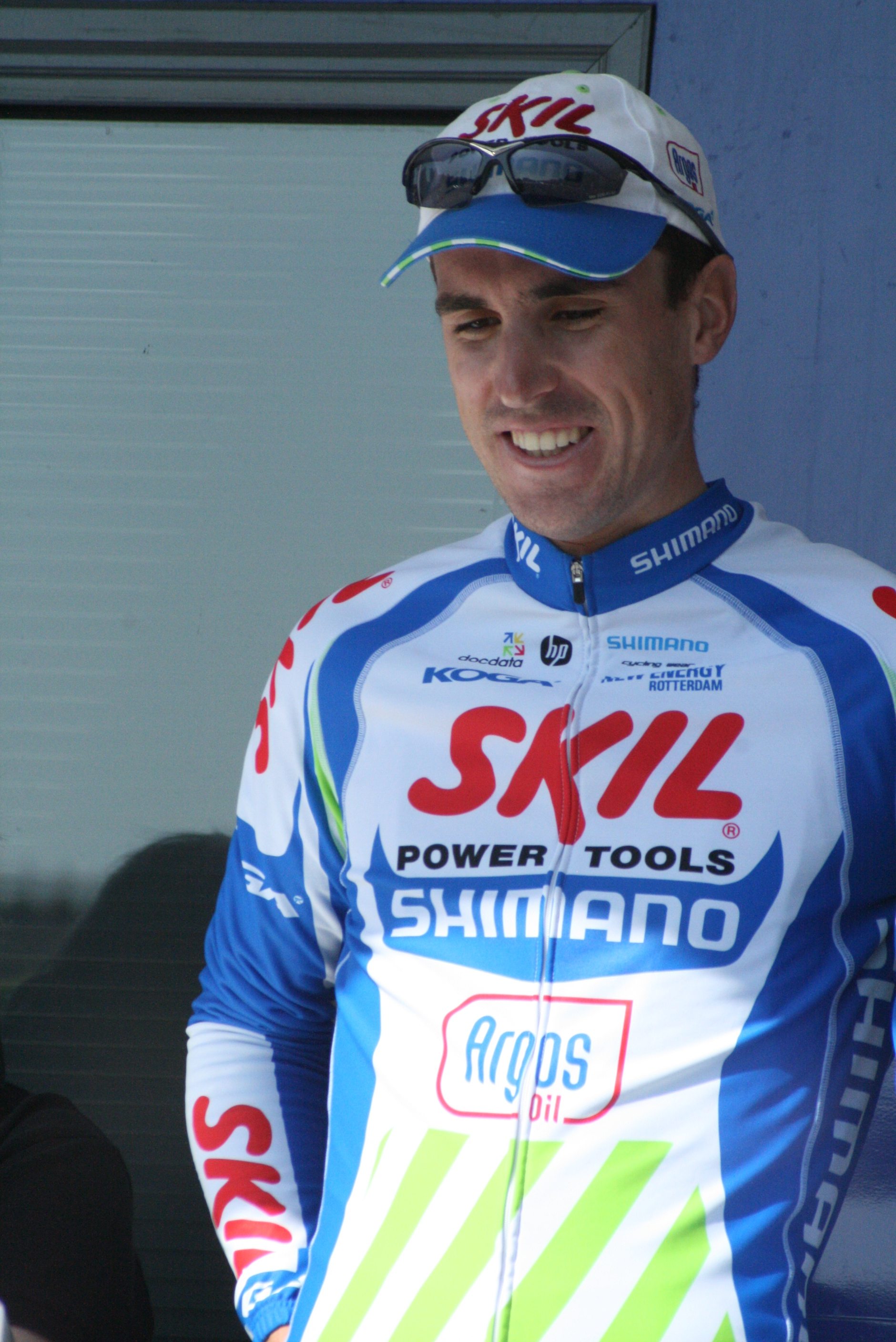
Matthieu Sprick bei den Vier Tagen von Dünkirchen 2011

Matthieu Sprick (* 29. September 1981 in Saargemünd) ist ein ehemaliger französischer Radrennfahrer.

## Karriere
Nachdem Sprick im Jahr 2003 Dritter der französischen Meisterschaften bei den Elitefahrer ohne Vertrag und Zweiter bei der U-23-Klasse geworden war, schloss er sich 2004 dem Radsportteam Brioches La Boulangère an. Er gewann in seinem ersten Jahr das Eintagesrennen Tour du Doubs. Im Jahre 2008 gewann er eine Etappe der Tour de Langkawi.
Sechsmal nahm Sprich an der Tour de France teil und beendete die Rundfahrt fünfmal. Seine beste Platzierung erzielte er Tour de France 2006 als 51. Dabei wurde er Dritter der Nachwuchswertung hinter Damiano Cunego und Markus Fothen.
Am 22. Mai 2013 erlitt Sprick einen Herzinfarkt. Ende der Saison 2014 beendete er seine Karriere, nachdem es sich als unmöglich erwiesen hatte, wieder ein professionelles Leistungsniveau zu erlangen.

## Erfolge
2004
- Tour du Doubs

2008
- eine Etappe Tour de Langkawi

## GrandTour-Platzierungen
| Grand Tour            | 2005 | 2006 | 2007 | 2008 | 2009 | 2010 | 2011 | 2012 |
| --------------------- | ---- | ---- | ---- | ---- | ---- | ---- | ---- | ---- |
| Giro d’ItaliaGiro     | –    | –    | –    | –    | 75   | –    | –    | –    |
| Tour de FranceTour    | 120  | 51   | DNF  | 142  | –    | 100  | –    | 113  |
| Vuelta a EspañaVuelta | –    | –    | –    | –    | 57   | 54   | –    | –    |

## Teams
- 2004: Brioches La Boulangère
- 2005: Bouygues Télécom
- 2006: Bouygues Télécom
- 2007: Bouygues Télécom
- 2008: Bouygues Télécom
- 2009: Bbox Bouygues Telecom
- 2010: Bbox Bouygues Telecom
- 2011: Skil-Shimano
- 2012: Team Argos-Shimano
- 2013: Team Argos-Shimano
- 2014: Team Giant-Shimano